# Bratři Mrštíkové
Bratři Mrštíkové – bratři Alois (1861–1925) a Vilém (1863–1912) Mrštíkové, narozeni v Jimramově – byli čeští spisovatelé, kteří některá svá díla, zaměřená především na realistický, až naturalistický popis života na moravském venkově, napsali společně. Jejich nejvýznamnějším společným dílem je divadelní hra Maryša, vrcholné dílo českého realistického dramatu, k dalším patří povídková sbírka Bavlnkova žena a částečně i rozsáhlý román Rok na vsi.
O jejich životě a díle pojednávají samostatné stránky Alois Mrštík a Vilém Mrštík.
V letech 1954–1996 mělo Městské divadlo Brno v názvu Divadlo bratří Mrštíků.